# Saint-Cernin-de-l'Herm
Saint-Cernin-de-l'Herm är en kommun i departementet Dordogne i regionen Nouvelle-Aquitaine i sydvästra Frankrike. Kommunen ligger i kantonen Villefranche-du-Périgord som tillhör arrondissementet Sarlat-la-Canéda. År 2022 hade Saint-Cernin-de-l'Herm 195 invånare.

## Befolkningsutveckling
Antalet invånare i kommunen Saint-Cernin-de-l'Herm
Referens:INSEE